# Crteži doline Val Camonica
Val Camonica je dolina u nižem dijelu alpskog dijela Lombardije, između Brescije i Bergama u Italiji. To je zapravo gornja dolina rijeke Oglio, uzvodno od jezera Iseo. 
U njoj se nalazi najveći kompleks prapovijesnih crteža na stijenama u Europi, s oko 300,000 petroglifa koje su nacrtali pripadnici plemena Camuni na stotinama stijena, a datiraju od mlađeg paleolitika (oko 6000. pr. Kr.) pa sve do 19. stoljeća. Ove figure povezane s poljoprivredom, navigacijom, ratovanjem i vračanjem predstavljaju izvanrednu slikovnu dokumentaciju prapovijesnih običaja i svijesti. Sustavno tumačenje, topološka klasifikacija i kronologija ovih djela u kamenu su značajno pridonijele proučavanju prapovijesti, sociologiji i etnologiji. Zbog toga su 1979. godine ovi crteži su dospjeli na UNESCO-ov popis svjetske baštine kao prva svjetska baština u Italiji.

## Povijest
U području doline Camonica prepoznato je nekoliko razdoblja nastanka petroglifa koja odgovaraju evoluciji cammunijskog društva:
- Mlađi paleolitik (od oko 8000. pr. Kr.) - prizori lova i rane kulture;
- Neolitik (4000. – 3000. pr. Kr.), pred kraj ledenog doba - prvi vjerski prizori, figure ljudi postaju obvezne i javljaju se prikazi svakodnevice, vrhunac umjetnosti Cammunija;
- Eneolitik (3000. – 2000. pr. Kr.) - kvalitetniji narativni prizori s detaljnim prikazima ljudi i seoskog života te važnih ženskih inicijacijskih rituala
- Vrijeme miješanja kultura (od oko 1000. pr. Kr.) - prizori bitaka, koliba, kola, žetvi i oružja. Od tada slabi praksa stvaranja petroglifa.

Od 6. stoljeća pr. Kr. do 476. godine ovu dolinu kontroliraju Kelti, a potom Rimljani koji su ostavili rudnike željeza s radionicama. Nakon čestih upada barbara kulturu Camunija osvajaju Germani Heruli, a potom Ostrogoti koji su je gotovo potpuno uništili 542. godine. Od 568. do 774. godine njima vladaju Langobardi, a potom Franci koji potiču Benediktince da u dolini izgrade samostane i ubožnice. Negdje oko 1000. godine ponovno se javlja potreba za samoodređenjem i samoupravom, te se stvaraju samostalne zajednice, tzv. vicini (le vicinie). One 1164. godine carskom dozvolom postaju općine (komune), a od 1428. godine pripadaju Mletačkoj Republici, te se zbog nje od tada spore Venecija i Milansko Vojvodstvo.
Zahvaljujući uspješnim samostanima koji su poticali rudarstvo, stočarstvo i proizvodnju vune, dolina je bila gospodarski jako uspješna. Kada je 1769. godine Brescia pala u ruke Francuske, dolina je nazvana Cantone della Montagna i podijeljena je na sedam župa. Tijekom Napoleonove vladavine propadale su poljoprivreda i stočarstvo. Austrija je dolinu pripojila svojoj regiji Serio 1815. godine, kada je započela strašna glad i dolinu poharala kuga koja je potrajala do 1818. god. osnutkom Kraljevine Italije, 52 općine doline Camonica su pripale trima oblastima (Breno, Edolo i Pisagone).
Najpoznatije crteže je otkrio Walter Laeng, geograf iz Brescije, 1909. godine na dvije stijene u Pian delle Greppe u blizini Cemmo. 
Od 1950-ih, prikazi s površine tisuće stijena su kategorizirani u golemom projektu prijevoda i klasifikacije koji još uvijek traje.

## Parkovi
Svjetska baština, UNESCO-ova lokacija n° 94 
| N° | Ime (poveznica s galerijom slika)                                | Općina                         | Koordinate                                    | Petroglifi |
| -- | ---------------------------------------------------------------- | ------------------------------ | --------------------------------------------- | ---------- |
| 1. | Parco nazionale delle incisioni rupestri di Naquane              | Capo di Ponte                  | 46°01′32″N 10°20′57″E / 46.02556°N 10.34917°E |            |
| 2. | Parco archeologico nazionale dei Massi di Cemmo                  | Capo di Ponte                  | 46°01′52″N 10°20′20″E / 46.03111°N 10.33889°E |            |
| 3. | Parco archeologico comunale di Seradina-Bedolina                 | Capo di Ponte                  | 46°02′00″N 10°20′29″E / 46.03333°N 10.34139°E |            |
| 4. | Parco archeologico di Asinino-Anvòia                             | Ossimo                         | 45°57′19″N 10°14′47″E / 45.95528°N 10.24639°E |            |
| 5. | Parco comunale delle incisioni rupestri di Luine                 | Darfo Boario Terme             | 45°53′20″N 10°10′46″E / 45.88889°N 10.17944°E |            |
| 6. | Parco comunale archeologico e minerario di Sellero               | Sellero                        | 46°03′26″N 10°20′29″E / 46.05722°N 10.34139°E |            |
| 7. | Parco archeologico comunale di Sonico                            | Sonico                         | 46°10′7″N 10°21′20″E / 46.16861°N 10.35556°E  |            |
| 8. | Riserva naturale Incisioni rupestri di Ceto, Cimbergo e Paspardo | Ceto (Nadro) Cimbergo Paspardo | 46°01′6″N 10°21′10″E / 46.01833°N 10.35278°E  |            |